# Philipp Eduard Fugger

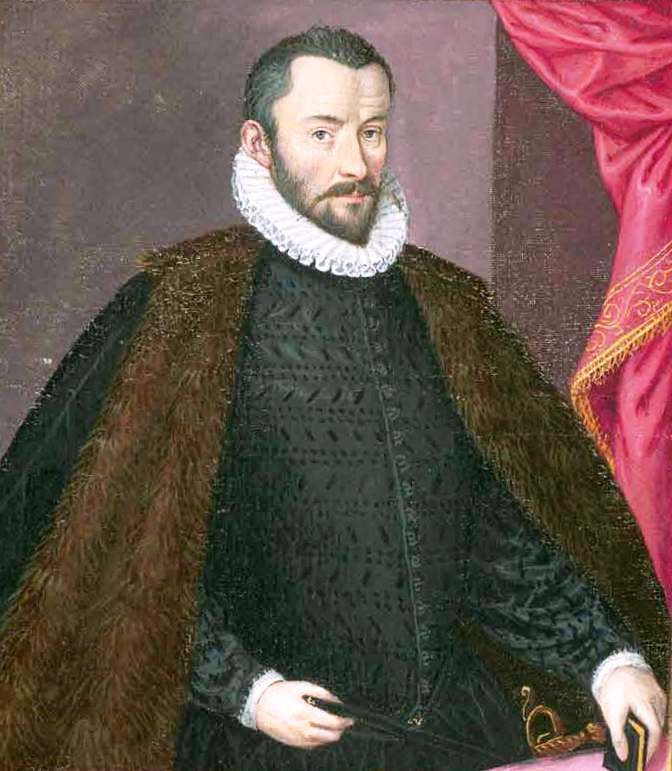
Philipp Eduard Fugger

Philipp Eduard Fugger von Kirchberg und Weissenhorn (* 11. Februar 1546; † 14. August 1618 in Augsburg) war ein deutscher Handelsherr aus dem Familienzweig Fugger von der Lilie.

## Leben

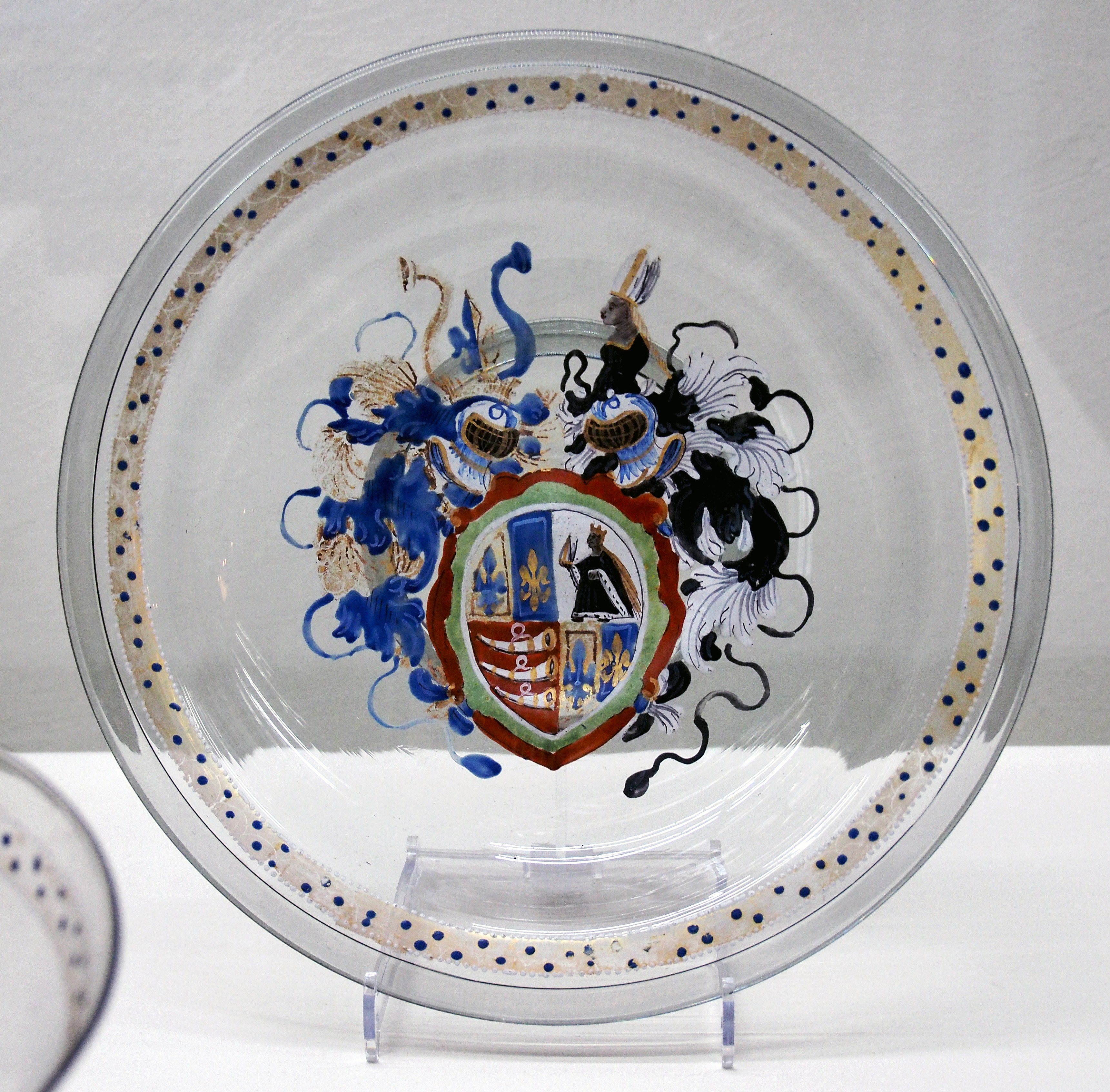
Teller mit Wappen der Fugger-Kirchberg-Weissenhorn, vermutlich 1573 von Philipp Eduard zur Hochzeitsfeier bestellt

Philipp Eduard Fugger war ein Sohn von Georg Graf Fugger auf Weißenhorn und Kirchberg (1518–1569) und dessen Ehefrau Ursula von Lichtenstein zu Carneid († 1573). Er wurde zusammen mit seinem Bruder Octavianus Secundus (1549–1600) durch Petrus Canisius unterrichtet, danach kamen die Brüder an das Collegium Germanicum in Rom. 1579 stifteten sie aus dem Nachlass Christoph Fuggers das Augsburger Jesuitenkolleg St. Salvator. 1580 wurden sie geschäftlich aus dem gemeinsamen Fuggerschen Handel ausgelöst und traten sechs Jahre später neben Matthäus, Paul und Markus Welser in eine Handelskompanie ein, die jährlich auf fünf Schiffen Pfeffer von Ostindien nach Lissabon bringen und an den spanischen König verkaufen sollte. Dazu wurden an der indischen Malabar-Küste fünf Faktoreien für den Ankauf eingerichtet. Im hansisch-niederländisch-englischen Raum richtete man Faktoreien für den Absatz ein. Durch den Seekrieg zwischen Spanien-Portugal und England war der Handel ständig gefährdet. 1591/92 kam keines der ausgelaufenen Schiffe nach Lissabon zurück, so dass der Pfeffervertrag mit Philipp II. unter großem Verlust bald danach endete.
Philipp Eduard Fugger war seit 1573 mit Maria Magdalena von Königsegg und Aulendorf († 1592) verheiratet. Das Paar hatte vier Söhne und drei Töchter, u. a. Karl Fugger (1587–1642), später Domherr in Konstanz.
Er wurde in der Bartholomäuskapelle von St. Ulrich in Augsburg beigesetzt.

## Familienbilder

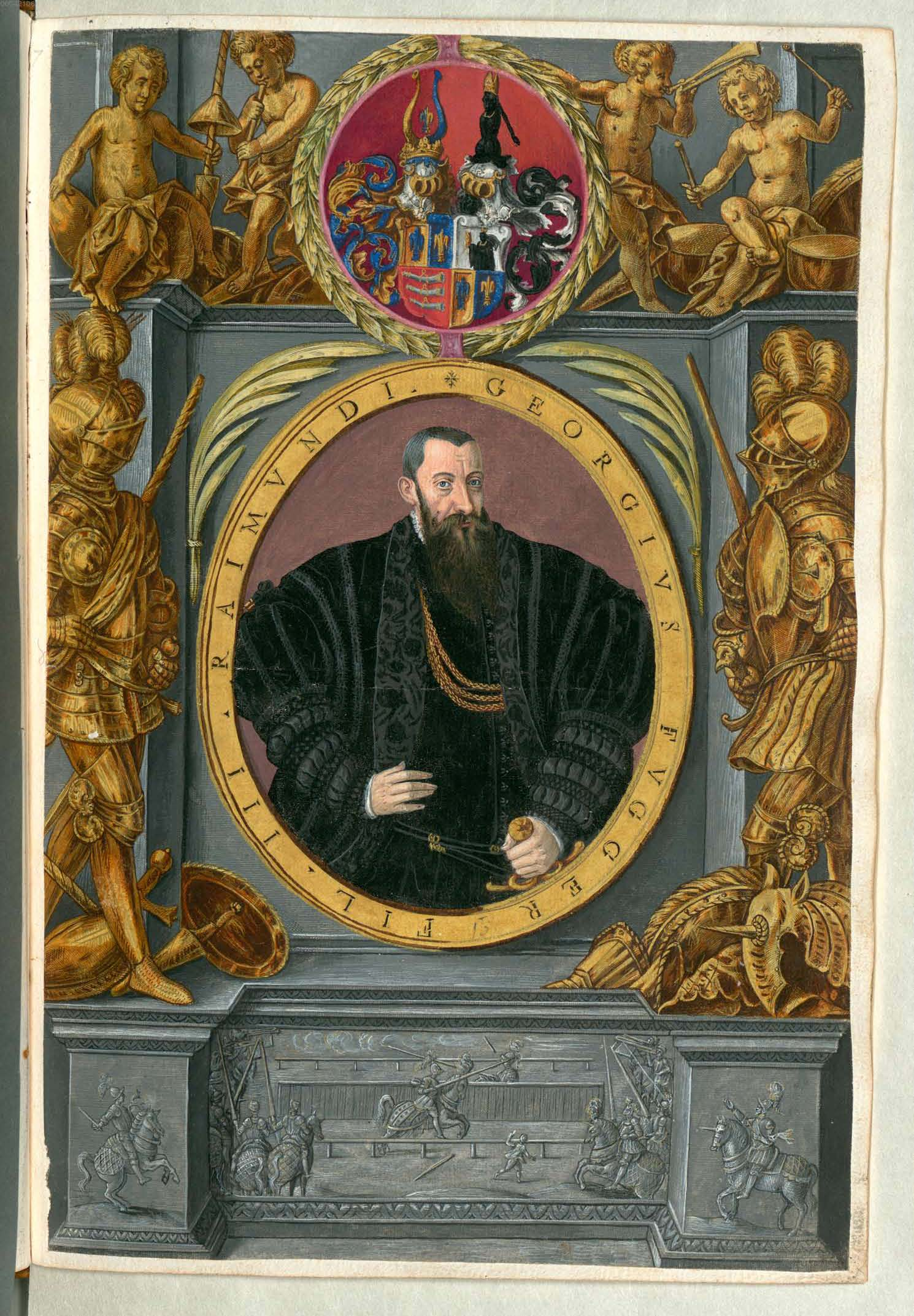
Vater Georg Fugger
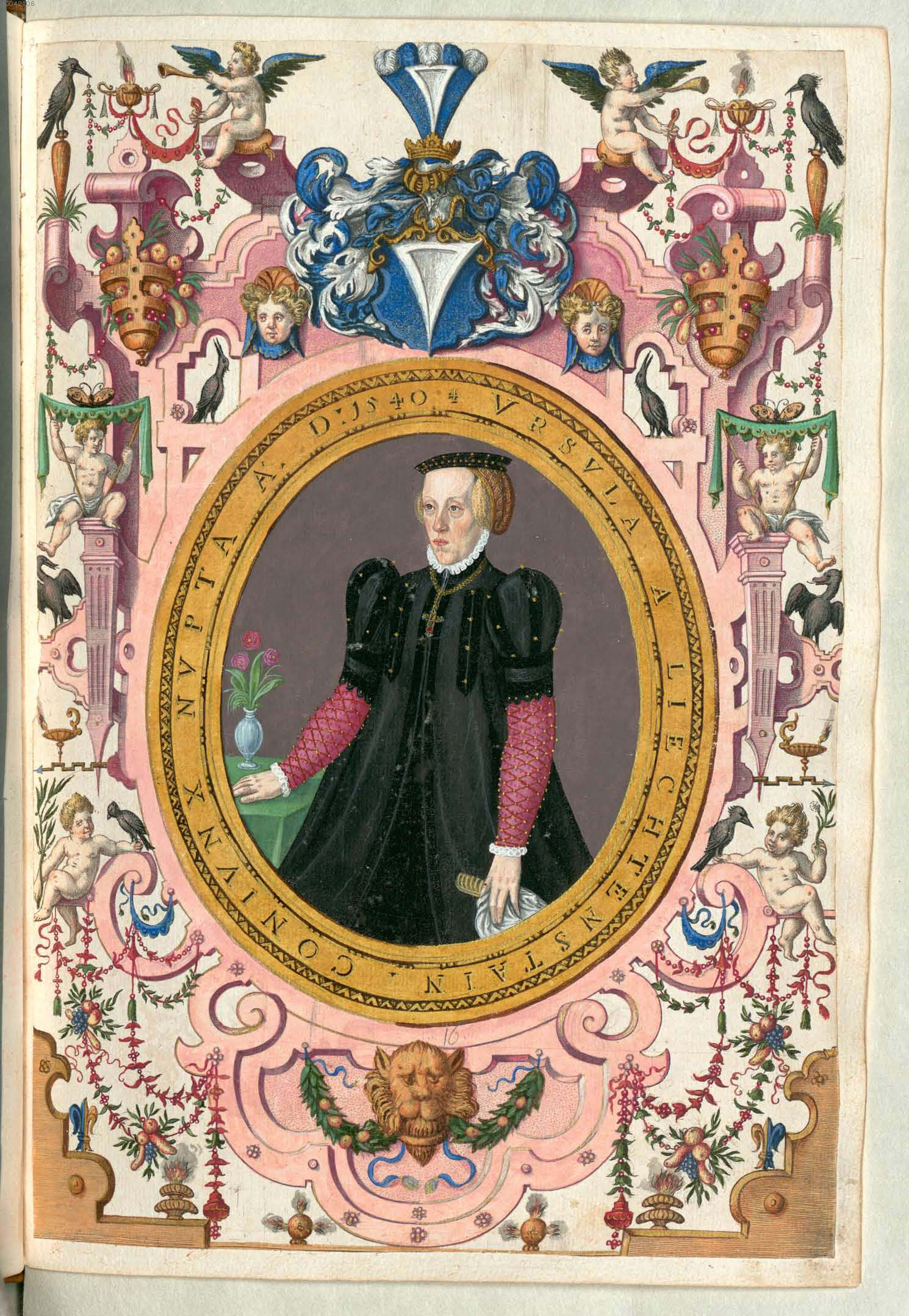
Mutter Ursula von Lichtenstein
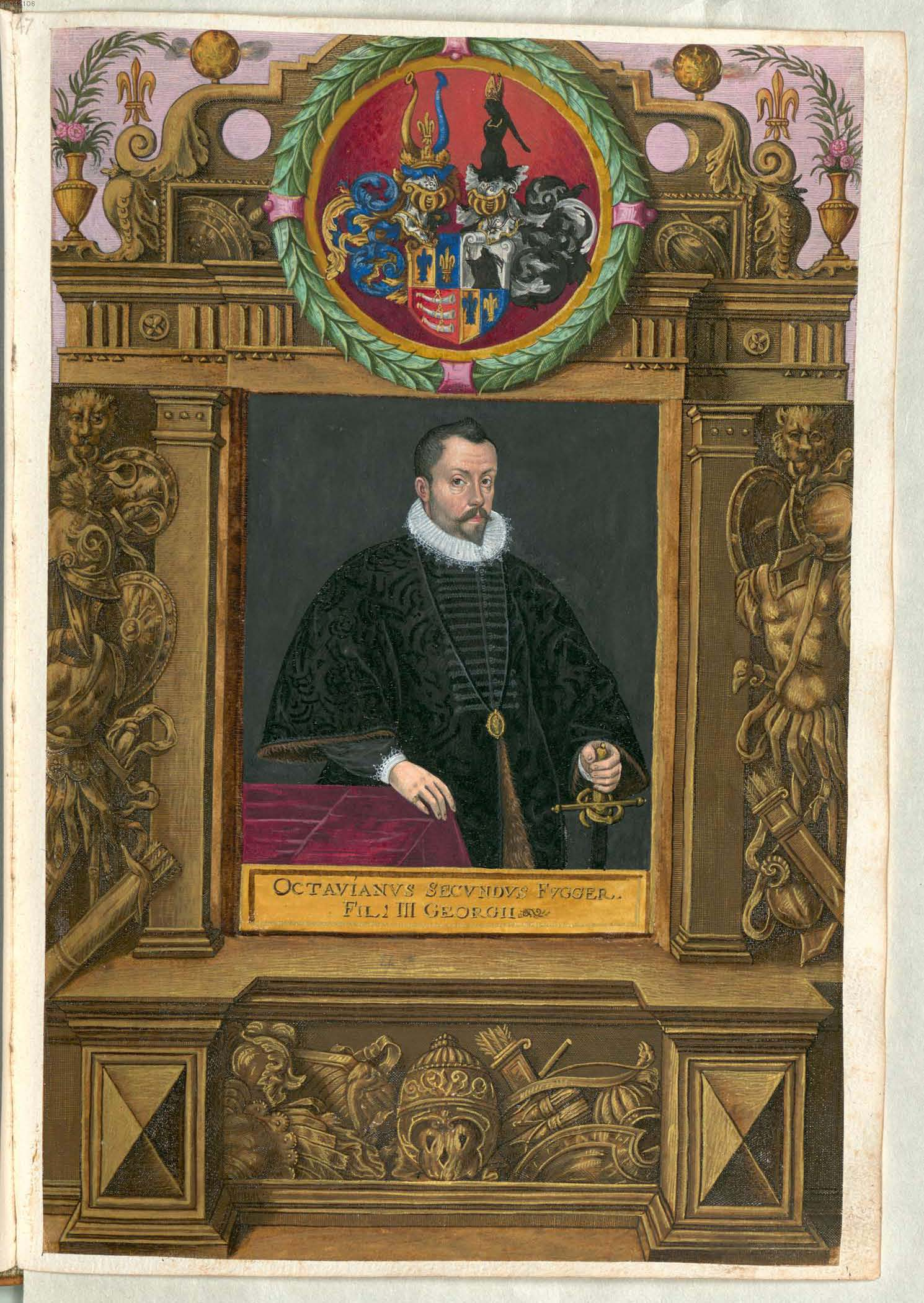
Bruder Octavianus Secundus
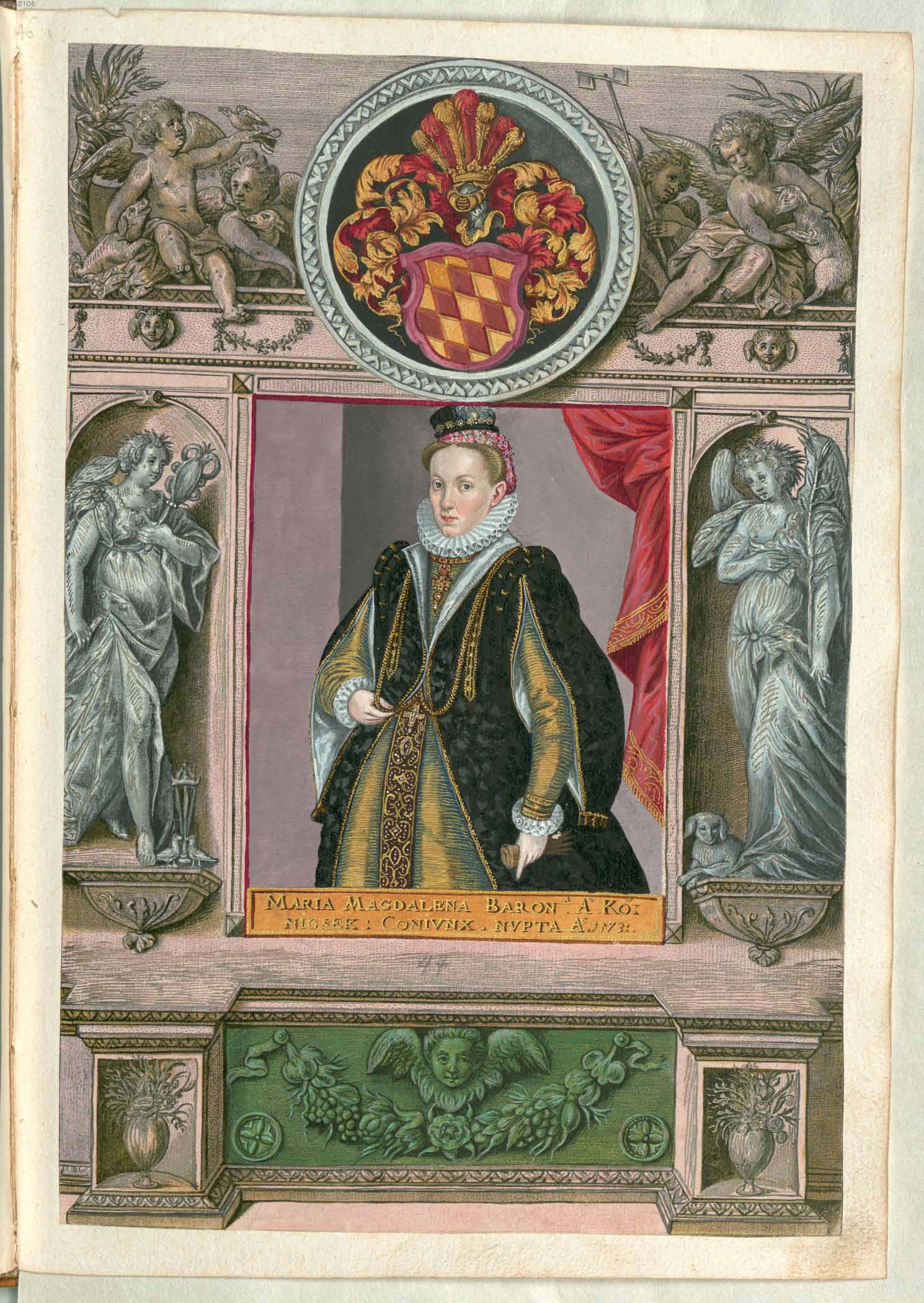
Ehefrau Maria Magdalena
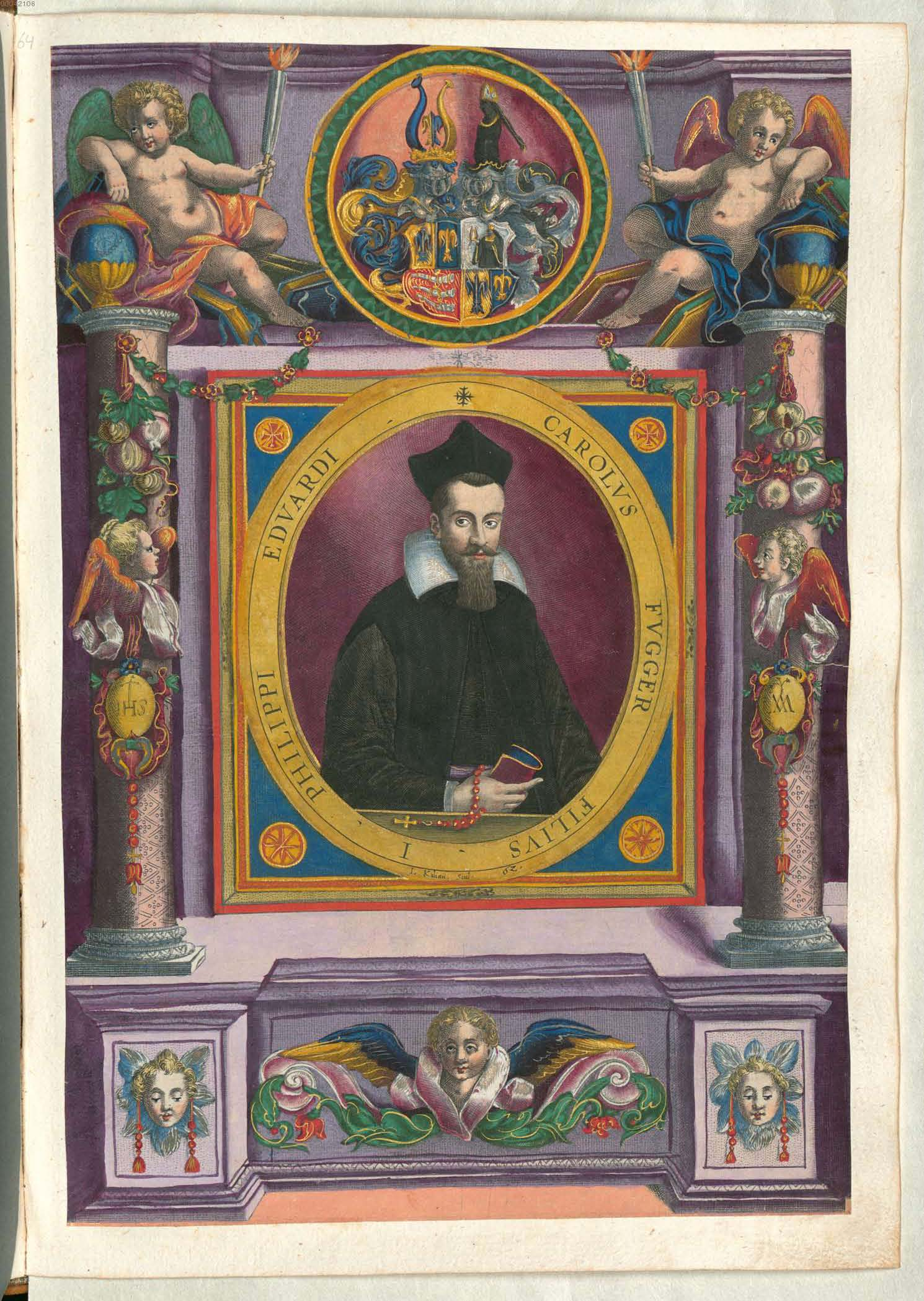
Sohn Karl